# Tony Gennari
Anthony Michael Gennari, detto Tony (Buffalo, 9 settembre 1942 – Hopewell, 22 maggio 2019), è stato un cestista statunitense.

## Carriera
Venne scelto al 5º giro del Draft NBA 1964 dai New York Knicks (35ª scelta assoluta). Ben presto giunse in Italia come straniero di "coppa" alla Pallacanestro Varese.

### Caso Gennari
Tesserato come straniero per le coppe europee, Gennari divenne italiano grazie alle sue origini. La pratica per la cittadinanza italiana sembrava conclusa e scese in campo nello spareggio scudetto di Roma del 16 aprile 1966 tra Ignis Varese e Simmenthal Milano. Sul campo vinsero i varesini grazie anche alla prestazione dell'italoamericano. Nacque una campagna di stampa contro la decisione di schierare Gennari e dopo alcuni mesi la federazione dichiarò irregolare il suo tesseramento come italiano, assegnando allo stesso tempo il 2-0 a tavolino e lo scudetto ai milanesi.

## Palmarès
- Coppa Intercontinentale: 1

Pall.Varese: 1966
- Coppa dei Campioni: 1

Pall. Varese: 1971-72